# 梅森 (索洛圖恩州)

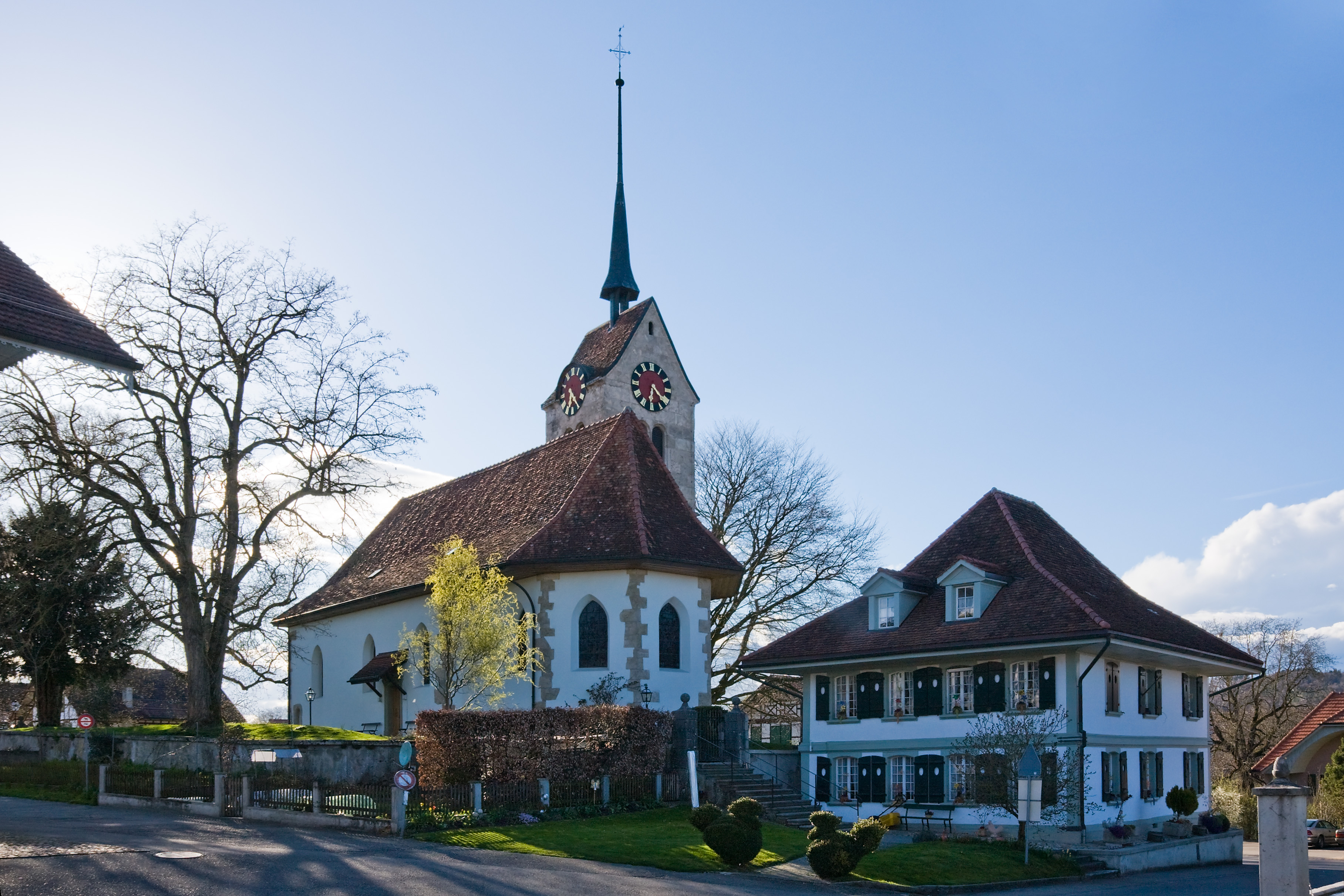

梅森是瑞士的城鎮，位於該國北部，由索洛圖恩州負責管轄，面積11.89平方公里，海拔高度505米，2012年人口1,405，八成人口信奉基督教，人口密度每平方公里118人。